# Verona Porta Nuova
Verona Porta Nuova egy vasúti pályaudvar Veronában,  Olaszországban. Egyike az ország 13 legforgalmasabb pályaudvarának. A Grandi Stazioni üzemelteti. 1851-ben nyílt meg.

## Vasútvonalak
- Milánó–Velence-vasútvonal
- Brenner-vasútvonal
- Verona–Bologna-vasútvonal
- Verona-Mantova-Modena-vasútvonal
- Verona-Rovigo-vasútvonal

## Galéria

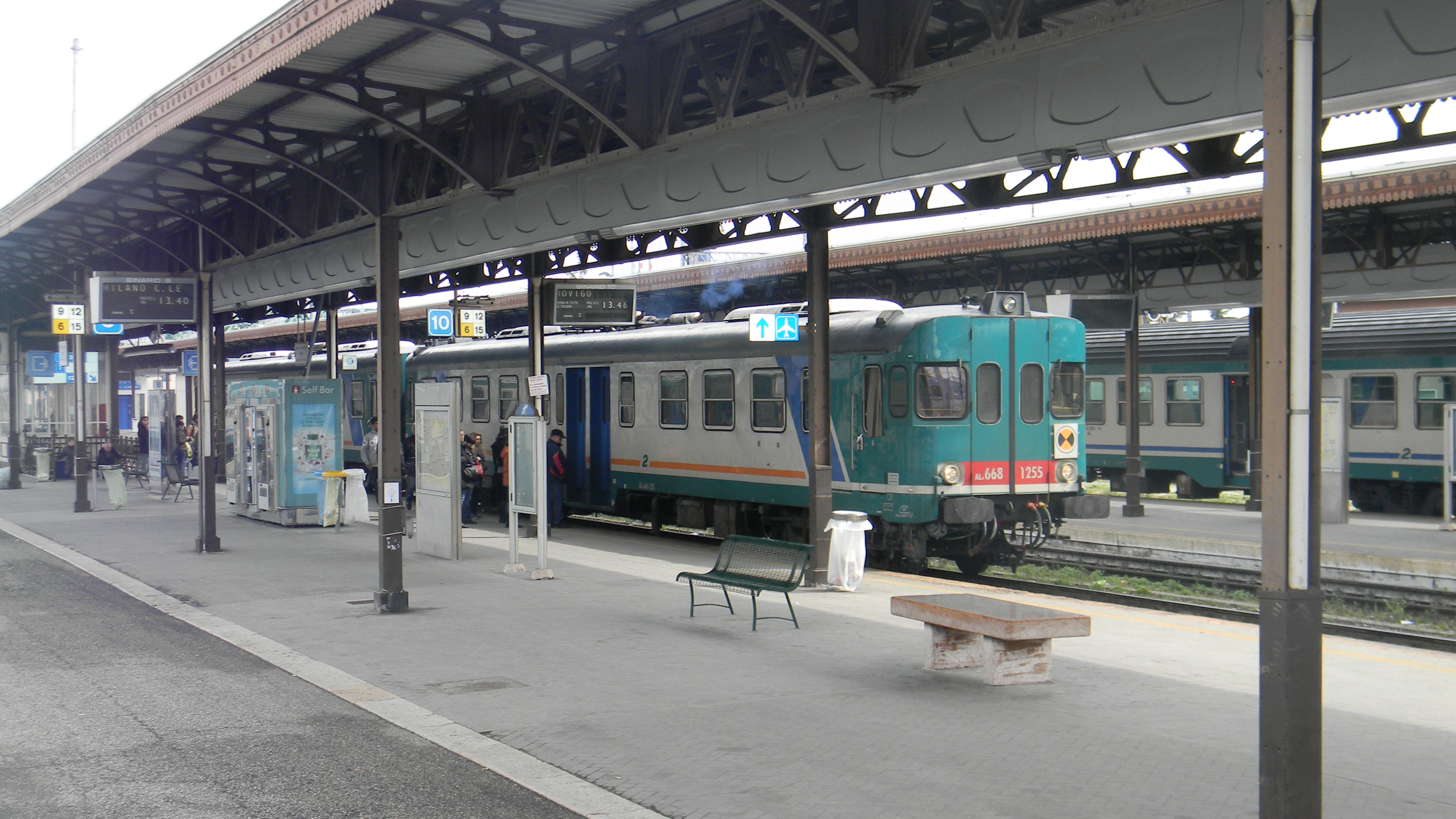
FS ALn 668 sorozat az állomáson
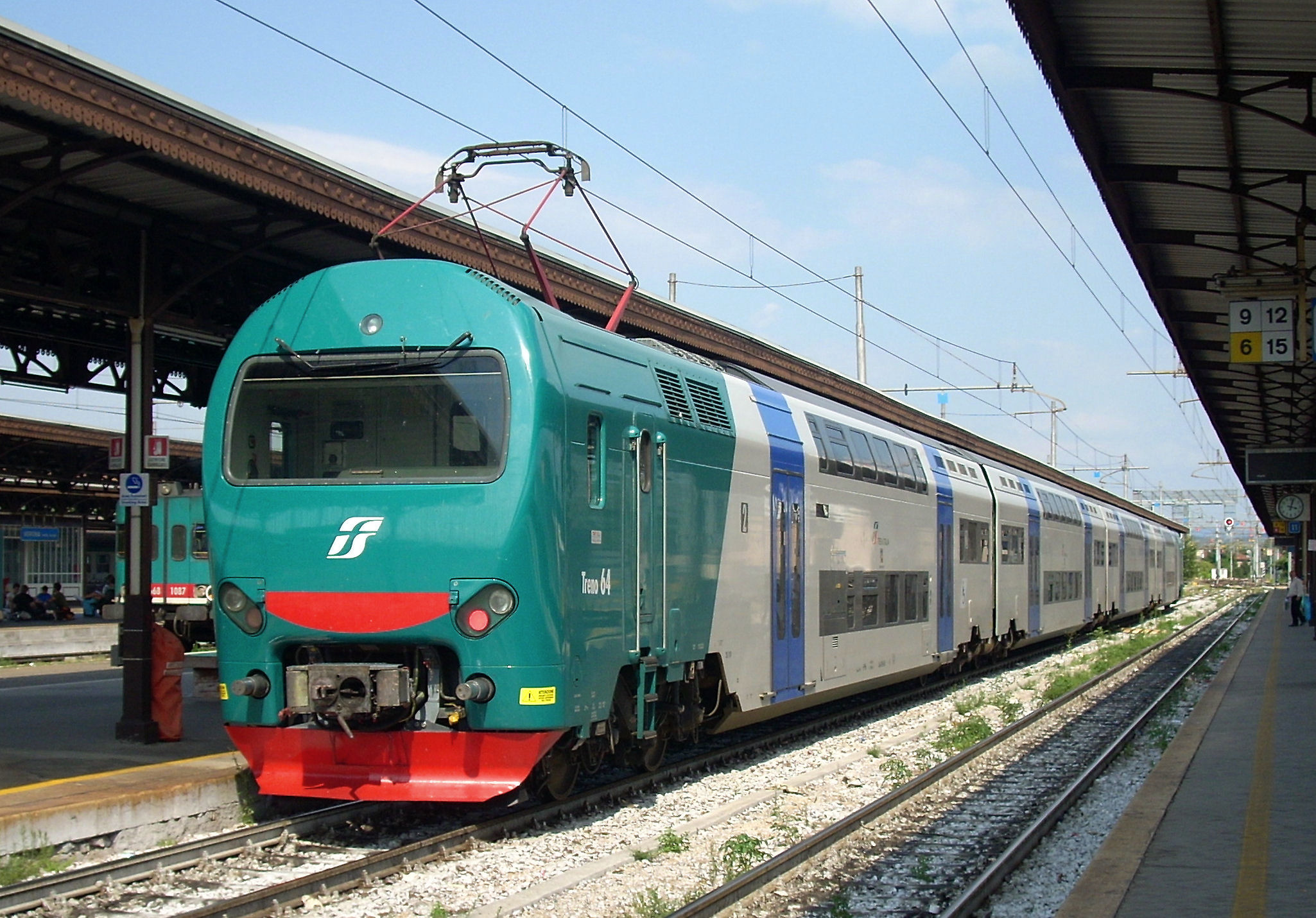
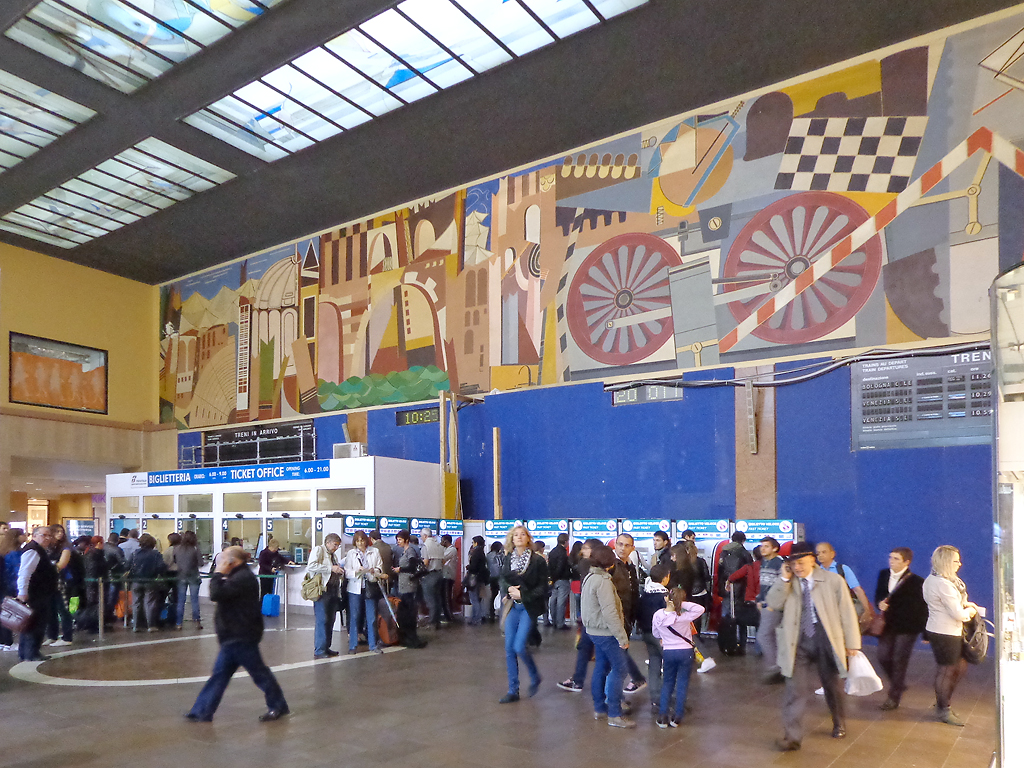
A váróterem
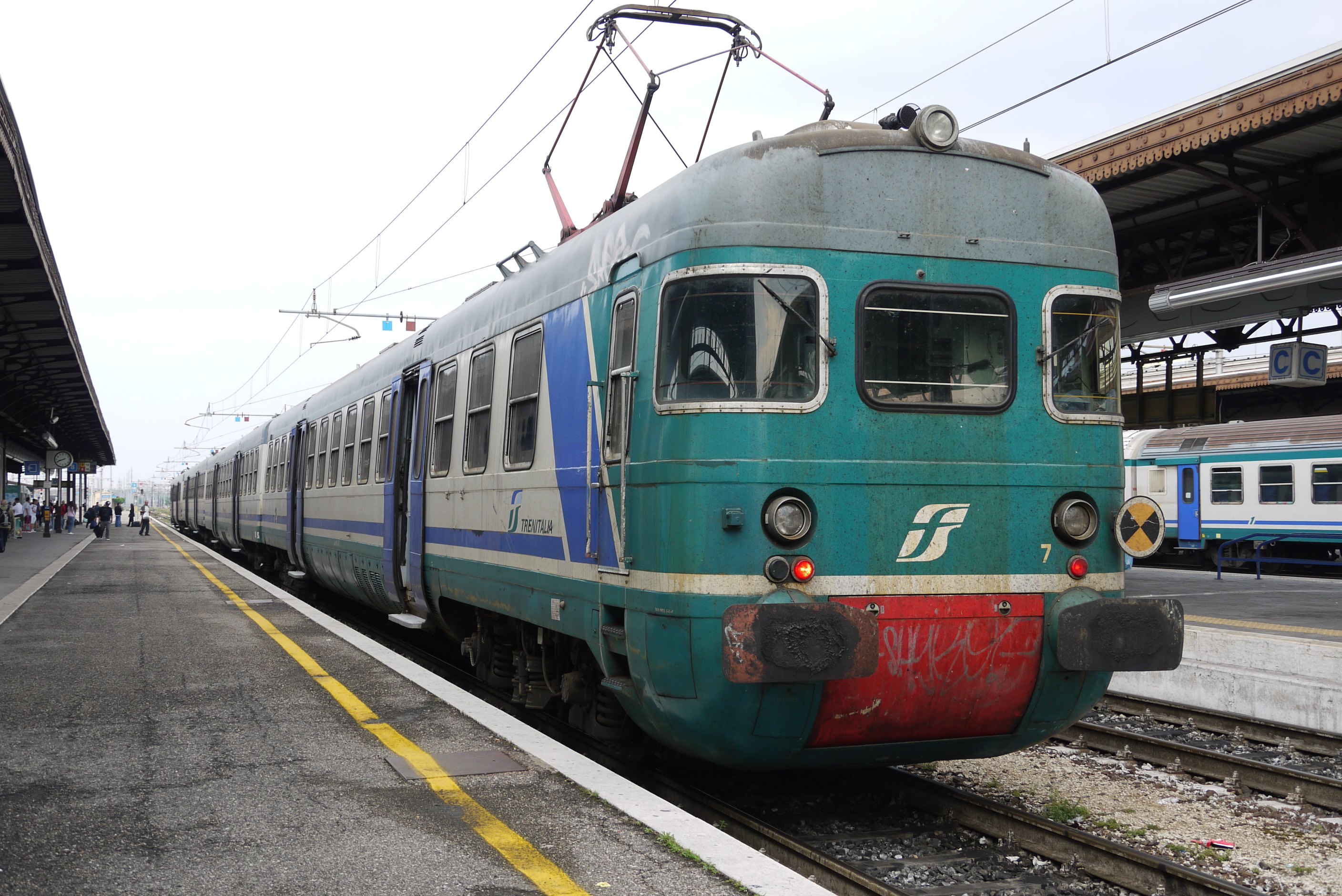
FS ALe 940 sorozatú motorvonat